# 大徐站
大徐站是浙江省宁波市建设中的一座高架市域铁路车站，属于宁波轨道交通12号线。车站计划于2027年启用。

## 车站形制
大徐站位于象山县大徐镇盛宁线东侧，溪枫河南侧。车站呈南北方向布置，为高架三层四线侧式车站，长100米，宽31.7米，单侧站台宽7.5米，总建筑面积为9625平方米。车站规划为越行站。

## 出口
贤庠站规划设置2个出口。